# Jaume Ferrer II
Jaume Ferrer II (Lleida segle XV), va ser un pintor lleidatà actiu al llarg de la segona etapa del gòtic internacional i format possiblement al taller de pintura que el seu pare, Jaume Ferrer I, devia tenir a la ciutat de Lleida. La seva obra més coneguda és el retaule de la Verge dels Paers (1451-1454), conservat "in situ" a la Paeria de Lleida, realitzat vers l'any 1450 en un període avançat de la seva producció artística.

## Biografia

### Inicis
En un document de 1430 actua com a procurador en la venda d'unes cases de la plaça Nova de Barcelona, en nom de Maria Teià, la seva esposa, filla de Guillem Teià, fabricant d'armes de Barcelona. En aquest document Ferrer ja consta com a pictore, cive, civitatis, Ilerde.
Jaume Ferrer de fet va treballar al taller dels Teixidor, fins que va sortir per instal·lar el seu propi taller ubicat a la plaça de la Cadena, al barri de Sant Llorenç, a sota mateix del barri de la Suda de Lleida. Aquest taller esdevindria el successor del taller dels Teixidor, i inclouria Jaume Ferrer i els seus fills, Baltasar i Mateu, de forma que el taller va estar actiu des del 1430, aproximadament, fins al 1506, quan desapareix Mateu Ferrer de la documentació.

### Estada a Verdú
Uns anys més tard, el 1434, es trobava a Verdú on va arribar amb un cert ressò i reconeixement com a pintor, i on va viure durant dos anys. El retaule de Verdú va ser una comanda important. Els promotors, Antoni i Caterina Arnau, varen contactar inicialment amb Pere Joan, qui finalment va fer una talla. A l'església de Santa Maria de Verdú encara es conserva un basament en pedra on es recolzava el retaule. La seva forta estructura es deu a la ubicació prevista d'un retaule de pedra o alabastre obra de Pere Joan. Els senyals heràldics dels Arnau i de l'abat de Poblet són a sobre la portella del basament. El retaule de Verdú (~1434), actualment conservat al museu Episcopal de Vic, és una obra de joventut en la qual s'observen ja els trets característics del nou període especialment pel que fa al detallisme amb què es descriuen els paisatges exteriors dels fons de les taules, i la minuciositat i la riquesa de les escenes interiors. També l'any 1436, apareix el seu germà Gaspar Ferrer, si bé no queda clar que l'estada fos per col·laborar al taller.

### Retorn a Lleida
Entre 1437 i 1461 va residir a Lleida, on va tenir una presència important; a nivell professional va ser nomenat pintor de la Seu Vella de Lleida i va treballar com a pintor de draps i estendards i banderes.
Es tenen notícies de la seva relació amb Pere Teixidor quan ambdós són autoritzats a ubicar el seu taller en una cambra de la Paeria el 23 de novembre de 1439. El 1441 varen treballar per la Seu de Lleida on Ferrer s'encarregava de despintar el retaule major i preparar-lo perquè fos pintat de nou per Bernat Martorell.
Va ser un personatge destacat dins la comunitat local, on fou escollit conseller (1437), mostassaf (1443-1444 i 1437) i prohom de la Paeria (1460), d'on va ser expulsat el 1461. Aquest fet és el darrer que hi ha documentat d'ell, i el fins al 1477 no hi ha la primera referència al seu fill Mateu, el que ha estat interpretat com un possible trasllat de residència en aquest període. Durant aquest període va viatjar diversos cops a Barcelona, el darrer documentat va ser el 1454 quan va participar com a testimoni en un plet en el qual estava implicat el pintor Jaume Vergós I.
El 1450 va realitzar el Retaule de Peralta de la Sal en col·laboració amb Pere Garcia de Benavarri de la que al MNAC es conserva els compartiments del carrer central, la Dormició de la Mare de Déu i el Calvari.
El 1457 pintà el retaule d'Alcover, segons consta en un rebut de 100 florins -dels 400 que va costar- datat el 20 d'octubre. La peça, en un estil similar al de Pere Garcia de Benavarri, va permetre atribuir-li altres obres com el retaule de Verdú, el de sant Julià d'Aspa i el Sant Jeroni, Sant Martí de Tours, San Sebastià i Calvari (1450-1455) actualment al MNAC de Barcelona.
El seu fill Mateu Ferrer (documentat a Sixena el 1503) fou continuador del taller. D'aquest resta un Jesús beneint, signat (capella de Sant Salvador, a la seu de Tarragona).

## Estil
Si bé la seva obra sorgia dels postulats del primer gòtic internacional en terres lleidatanes, evoluciona a partir de la seva estada a Barcelona on tingué l'ocasió de poder conèixer obres procedents de diverses contrades europees arribades per la via del comerç, com el cas del pintor florentí Dello Delli, present a Barcelona en aquella època.
Les novetats del segon període del gòtic internacional, introduïdes als mateixos anys trenta a Barcelona per Bernat Martorell, amb qui es relacionà el 1450, i també els seus punts de contacte amb la pintura valenciana, com Pere Nicolau, es poden apreciar a l'escena de l'Anunciació del retaule de la Paeria on Jaume Ferrer pinta els objectes de l'escriptori de la Mare de Déu buscant l'efecte de la profunditat que dona la llum en projectar la seva ombra al darrere. És un afany per descriure la realitat quasi com un inventari, amb força nombre d'objectes en un context d'escena costumista. Els objectes d'escriptori ja descrits, però també mobles, llibres, un gerro amb flors, una gallina picotejant i un gat i una rata a la terrassa. Per altra banda, la manera exquisida com pinta la indumentària dels reis mags de l'escena de l'Epifania està molt lluny d'aquella sobrietat del món italogòtic sienès del tres-cents i l'acosta al gust pel detall del món flamenc, així com a la moda luxosa imperant a Florència i a les corts europees de l'època.

## Obra
| Imatge | Dades                                | Dades |
| --- | ------------------------------------ | ----- |
| | retaule de Verdú taula de l'Epifania |       |
| ~1434 | pintura a l'oli                      |       |
| Museu Episcopal de Vic |                                      |       |
| Va ser realitzat amb donatius per al retaule major de l'església de Santa Maria de Verdú. Al museu episcopal de Vic es conserven dotze taules desmuntades, ja que se'n desconeix la composició arquitectònica original. És una obra de joventut amb trets característics de les noves tendències del segon període del gòtic internacional pel que fa al detallisme amb què es descriuen els paisatges exteriors dels fons de les taules, i la minuciositat i la riquesa de les escenes interiors. Aquestes novetats es poden apreciar a l'escena de l'Anunciació on Jaume Ferrer pinta els objectes de l'escriptori de la Verge buscant l'efecte de la profunditat que dona la llum en projectar la seva ombra al darrere. Destaca la indumentària dels reis mags de l'escena de l'Epifania molt lluny de la sobrietat del món italogòtic sienès del tres-cents i acostant-se al món flamenc. |                                      |       |
| | Retaule de Peralta de la Sal         |       |
| 1450 | pintura a l'oli                      |       |
| Museu d'Art de Cleveland |                                      |       |
| Taula del Naixement i Adoració dels Pastors |                                      |       |
| | retaule de la Verge dels Paers       |       |
| 1451-1454 | pintura a l'oli                      |       |
| Paeria de Lleida |                                      |       |
| |                                      |       |
| | retaule d'Alcover                    |       |
| 1457 | pintura a l'oli                      |       |
| Museu Diocesà de Tarragona |                                      |       |
| |                                      |       |